# Stars (britská hudební skupina)
Stars byla britská superskupina, která působila pouze krátkou dobu v roce 1972. Jejími členy byli kytarista Syd Barrett, baskytarista Jack Monck a bubeník Twink.
Skupinu Stars založil Barrett po dvou letech od vydání svého posledního sólového alba, během kterých se stáhl z veřejného života. Stars odehráli tři koncerty v Cambridgi se skladbami raných Pink Floyd a odlišnými verzemi písní z Barrettova alba The Madcap Laughs. Vystoupení se ale podobala Barrettovým koncertům s Pink Floyd, kdy kytarista stál často nehnutě v transu na pódiu.
Stars se rozpadli poté, co Twink zastavil Barretta na ulici a ukázal mu nepříznivé recenze jejich koncertů.